# プレダイア
プレダイア（イタリア語: Predaia）は、イタリア共和国トレンティーノ＝アルト・アディジェ州トレント自治県にある、人口約6,700人の基礎自治体（コムーネ）。
2015年1月1日にコーレド、ズマラーノ、ターイオ、トレスとヴェルヴォが合併して発足した。

## 地理

### 位置・広がり

#### 隣接コムーネ
隣接するコムーネは以下の通り。括弧内のBZはボルツァーノ自治県所属を示す。
- アンブラール＝ドン (ドン)
- コルタッチャ・スッラ・ストラーダ・デル・ヴィーノ (BZ)
- デンノ
- ロメーノ
- ロヴェレー・デッラ・ルーナ
- サンゼーノ
- スフルツ
- トン
- ヴィッレ・ダナウニア (ナンノ、タッスッロ)
- テルメーノ・スッラ・ストラーダ・デル・ヴィーノ (BZ)

## 行政

### 分離集落
プレダイアには、以下の分離集落（フラツィオーネ）がある。
- Coredo, Dardine, Dermulo, Mollaro, Priò, Segno, Smarano, Taio (sede comunale), Tavon, Torra, Tres, Tuenetto, Vervò, Vion